# Bernard (arcybiskup halicki)
Bernard (zm. w 1390 lub 1391 roku) – duchowny rzymskokatolicki, franciszkanin. Od 1385 arcybiskup metropolita halicki, na stałe rezydował we Lwowie. W 1390 roku pozbawiony urzędu za przekraczanie uprawnień.

## Życiorys
Miejsce jego pochodzenia jest nieznane. W późniejszej literaturze jest uznawany za szlachcica polskiego, herbu Koźlerogi lub Jelita, czego nie można jednak potwierdzić. Jego poprzednik Maciej występuje w dokumentach jeszcze w październiku 1380 roku, zatem Bernard mógł objąć arcybiskupstwo halickie najwcześniej w 1381 roku. W ówczesnych aktach jego imię pojawia się dopiero w listopadzie 1385 roku, a najstarszy jego datowany dokument pochodzi z 24 czerwca 1386 roku. 
Godność uzyskał dzięki poparciu dworu węgierskiego, prawdopodobnie na zlecenie księcia Władysława Opolczyka. Przebywał głównie we Lwowie, a swą letnią rezydencję miał w Kąkolnikach. Po objęciu rządów Czerwonej Rusi przez królową Jadwigę w 1387 roku opuścił swoją diecezję na dłuższy czas. Jako arcybiskup nadał odpusty kościołowi dominikanów lwowskich i poręczył ich przywileje oraz nadał prawa franciszkanom do sprawowania sakramentów. Zachowały się wiadomości o różnych sporach i procesach, które prowadził z miastem Lwowem o dom w rynku, z biskupem przemyskim o granice diecezji oraz z dominikanami we Lwowie o pogrzebanie wyklętego przez siebie ziemianina. 
Prawdopodobnie w 1384 roku wszedł w zatarg z miastem Lwowem. Arcybiskup nękał miasto klątwą i interdyktem, i zerwał zawartą ugodę. Następnie przedłużał rozpoczęty w tej sprawie proces, który oparł się o Stolicę Apostolską, nie dotrzymując terminów sądowych wyznaczonych przez delegatów papieskich: najpierw legata kardynała Dymitra, arcybiskupa ostrzyhomskiego, a następnie biskupa przemyskiego Eryka. Został przez nich wyklęty, zawieszony w urzędzie i pobieraniu dochodów, a króla poproszono o pomoc władzy świeckiej przeciw opornemu arcybiskupowi. Ostatnie orzeczenie tej treści wydał biskup Eryk 22 grudnia 1390 roku. Zmarł prawdopodobnie w ostatnich dniach roku 1390, bądź na początku roku 1391, gdyż jego następca Jakub został mianowany 27 czerwca 1391 roku.